# El Mida
El Mida (àrab: الميدة, al-Mīda) és una ciutat de Tunísia a la governació de Nabeul, a la part central de la península i regió del cap Bon. És uns 30 km al nord de Nabeul. La municipalitat té uns 3.500 habitants i una superfície de 700 hectàrees. És capçalera d'una delegació amb 23.940 habitants.

## Economia
La seva activitat econòmica principal és l'agricultura.

## Administració
És el centre de la delegació o mutamadiyya homònima, amb codi geogràfic 15 56 (ISO 3166-2:TN-12), dividida en sis sectors o imades:
- Tafelloum (15 56 51)
- El Mida (15 56 52)
- Fartouna (15 56 53)
- Oum Dhouil (15 56 54)
- Lebna (15 56 55)
- Korchine (15 56 56)

Al mateix temps, forma una municipalitat o baladiyya (codi geogràfic 15 20). La municipalitat fou creada per decret el 24 de setembre de 1984.